# Otto Knows
Per Otto Jettman, mer känd under sitt artistnamn Otto Knows, född 6 maj 1989 i Kungsholms församling, Stockholm, är en svensk DJ och musikproducent.

## Biografi
Jettman är uppvuxen i Stockholm. I intervjuer har han berättat att han genom vänskapsband med Sebastian Ingrosso från Swedish House Mafia fick möjlighet att använda Ingrossos studio i Stockholm. Detta ledde också till att han blev uppmärksammad på EDM-scenen. Han har haft ett antal singlar och remixer som placerats sig högt på topplistor i Sverige, Belgien, Danmark, Nederländerna och Norge.
Jettmans genombrott kom 2010 då han släppte en bootleg på låten "Hide and Seek" av Imogen Heap. Detta uppmärksammades av Tim Bergling, även känd som Avicii som Jettman gått i samma klass med på gymnasiet, och samma år släppte de "iTrack" tillsammans, som också Oliver Ingrosso var med och samarbetade på. Två år senare, 2012, släppte Jettman låten "Million Voices" som blev hans stora genombrott på den progressiva house-scenen. 2014 släpptes singeln "Parachutes", och senare samma år släppte han och Bebe Rexha låten "Can't stop drinking about you".
2015 släppte han en ny stor hit, Next to me.
2016 släppte han, tillsammans med Lindsey Stirling och Alex "Dying for You". Samma år lanserade Otto Knows en uppmärksammad remix av Håkan Hellströms "Din tid kommer".
Han släppte den 3 juni 2016 låten "Back Where I Belong" (feat. Avicii).